# Henryk Walczak (policjant)
Henryk Michał Walczak (ur. ?, zm. ?) – inspektor Policji Państwowej.

## Życiorys
Po odzyskaniu przez Polskę niepodległości wstąpił do Policji Państwowej. Mianowany podinspektorem, następnie inspektorem. W latach 20. służył w Komendzie Głównej PP na stanowisku naczelnika Wydziału III Personalno-Dyscyplinarnego. Od 15 września 1931 do 7 lutego 1936 sprawował stanowisko Komendanta Okręgu VII Krakowskiego PP. W połowie lat 30. pozostawał w stopniu inspektora.
Publikował prace z zakresu dziedziny policyjnej, w tym wspólnie z innym funkcjonariuszem PP, insp. Wiktorem Ludwikowskim. Zajmował się m.in. żargonem przestępczym.

## Ordery i odznaczenia
- Krzyż Kawalerski Orderu Odrodzenia Polski (2 maja 1923)[5]
- Złoty Krzyż Zasługi (10 grudnia 1928)[6]

## Publikacje
- Żargon mowy przestępców: "Blatna muzyka". Ogólny zbiór słów gwary złodziejskiej (1922, współautor: Wiktor Ludwikowski)
- Słownik mowy złodziejskiej. Żargon mowy przestępców: "Blatna muzyka" (1979, autorzy: Antoni Kurka, Wiktor Ludwikowski, Henryk Walczak)
- Obowiązujące rozkazy i okólniki Komendanta Głównego Policji Państwowej w układzie rzeczowym (1927, opracowanie)[7]
- Krótkie wiadomości o prawach i przywilejach oficerów i szeregowych policji państwowej z tytułu ich służby w świetle nowego rozporządzenia Prezydenta Rzeczypospolitej z dnia 6 marca 1928 r. o policji państwowej: ze szczególnem uwzględnieniem postanowień ustawy emerytalnej i przepisów wykonawczych do niej (1929, współautor: Aleksander Robaczewski)